# Haus Orléans

Wappen der Herzöge von Orléans

Das Haus Orléans, vor 1830 Haus Bourbon-Orléans, ist ein französisches Hochadelsgeschlecht, das während der Julimonarchie von 1830 bis 1848 den König der Franzosen stellte. Für Monarchisten in Frankreich und Brasilien ist es das legitime Königshaus und stellt damit den Thronprätendenten.

## Geschichte
Das Haus Orléans ist aus einer Nebenlinie des Hauses Bourbon hervorgegangen (Bourbon-Orléans) und ist damit selbst ein Zweig des kapetingischen Herrschergeschlechts. Begründet wurde das Haus durch Philippe I. de Bourbon, duc d’Orléans (* 1640, † 1701), den jüngeren Bruder des Sonnenkönigs Ludwig XIV., und seine Frau, Liselotte von der Pfalz.

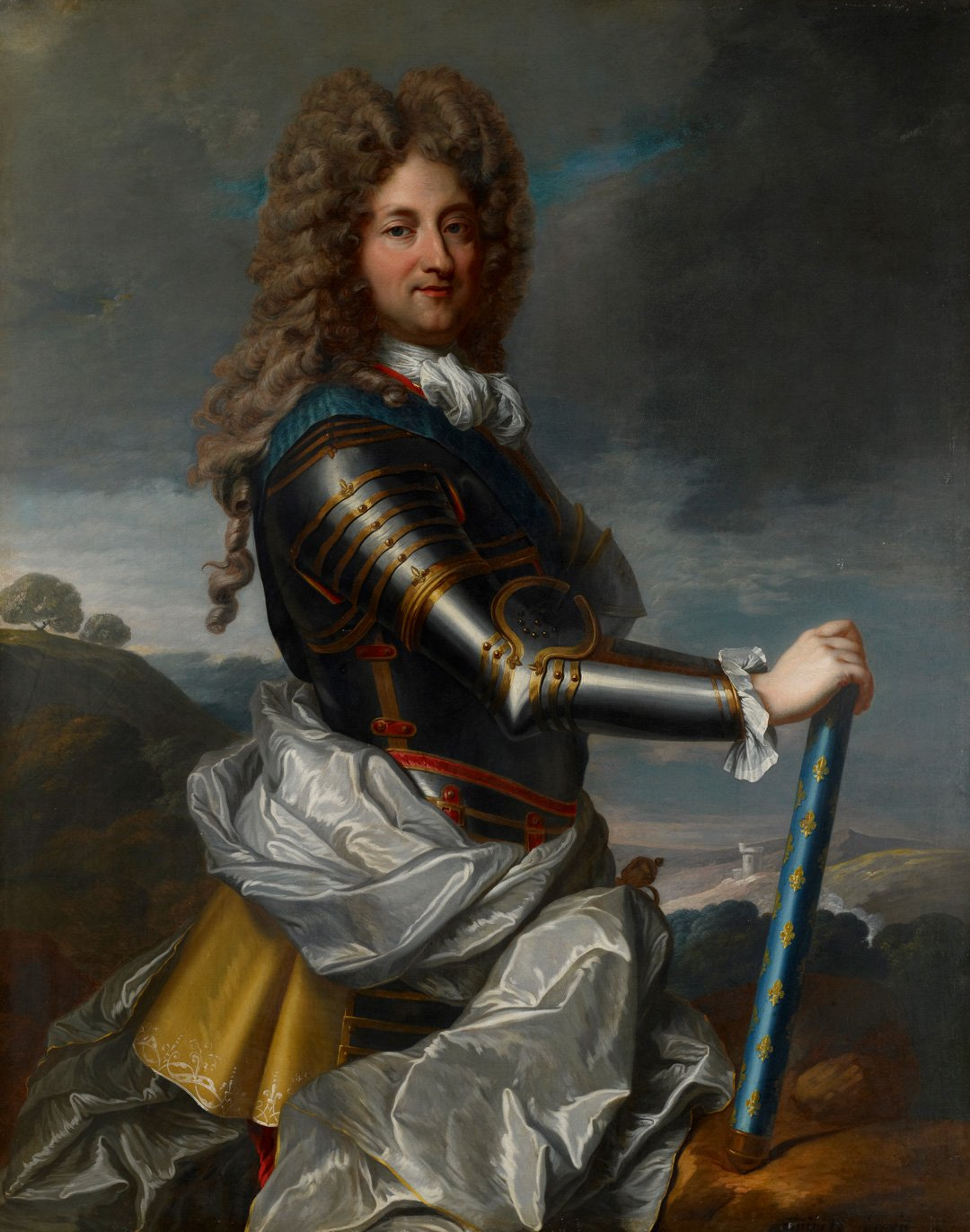
Philippe II. Charles de Bourbon, duc d’Orléans (1674–1723), Regent von Frankreich ab 1715

Nach dem Tod von Henri III. Jules de Bourbon, prince de Condé, im Jahre 1709 wurde der Rang des ersten Prinzen von Geblüt und damit das Recht auf die Erbnachfolge im Falle des Aussterbens der französischen Nachfahren Ludwigs XIV. auf Philippe II. Charles de Bourbon, duc d’Orléans (1674–1723) und seine Nachkommen übertragen. Dieser führte als nächster erbfolgeberechtigter Anverwandter des unmündigen Königs Ludwig XV. zwischen 1715 und 1723 die Regentschaft in Frankreich. Die Bourbon-Anjou, die seit 1700 in Spanien regierten, waren zwar Nachfahren Ludwigs XIV., hatten aber die spanische Krone von den Habsburgern nur unter der Bedingung geerbt, dass es zu keiner Personalunion mit Frankreich komme; 1713 erklärten sie im Vertrag von Utrecht für Frankreich nochmals ausdrücklich einen Thronverzicht. Wäre der junge Ludwig XV. ohne männlichen Erben aus seiner Linie verstorben (und einen solchen gab es zwischen 1713 und 1729 nicht), dann hätten Philippe II. d’Orléans und nachfolgend sein Sohn Louis I. d’Orléans den Thron geerbt – sofern nicht die spanische Linie ihren Verzicht widerrufen und einen Erbfolgekrieg begonnen (und evtl. gewonnen) hätte. Um dem vorzubeugen, verbündete sich der Regent Philippe II. d’Orléans mit Großbritannien, das daran interessiert war, ein Zusammengehen der beiden bourbonischen Monarchien zu verhindern, und mit den Niederlanden, die sich durch spanische Expansionsbestrebungen erneut bedroht sahen, sowie schließlich mit Österreich und führte 1717–1720 den Krieg der Quadrupelallianz gegen das bourbonische Spanien. Erst der Sieg der Allianz stellte die Bedingungen für einen dauerhafteren europäischen Frieden her.
Philippes II. Urenkel Louis-Philippe II. Joseph de Bourbon, duc d’Orléans (* 1747, † 1793), wandte sich unter dem Namen Philippe Égalité der Revolution zu, gab als Vertreter im Konvent seine Stimme zur Verurteilung König Ludwigs XVI., nur um kurz darauf selbst als Bourbone guillotiniert zu werden. Daher war seit der Französischen Revolution 1789 die Dynastie Bourbon politisch gespalten. Auf der einen Seite stand die königliche Hauptlinie der Familie, die – geprägt von einem monarchischen Legitimismus – der Revolution und ihren Errungenschaften strikt ablehnend gegenüberstand und dem Ultraroyalismus des Ancien Régime mit seinem Absolutismus nachhing. Die Bourbonen aus der Linie Orléans hingegen nahmen – seit Philippe Égalité – eine Haltung ein, welche die durch die Revolution veränderten gesellschaftlichen und politischen Gegebenheiten akzeptierte und lediglich eine konstitutionelle Monarchie anstrebte.

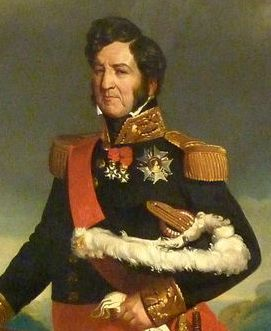
Der „Bürgerkönig“ Louis-Philippe I.

Der Sohn des Philippe Égalité, Louis-Philippe III. de Bourbon, duc d’Orléans (1773–1850), wurde nach der Julirevolution im Jahre 1830 durch die Abgeordnetenkammer zum „König der Franzosen“ proklamiert, und das, obwohl die königliche Linie der Bourbonen nach der Abdankung des absolutistischen Königs Karl X. noch nicht ausgestorben war und dessen Sohn, der Duc d’Angoulême, ebenfalls bereitstand. Die Wahl fiel deshalb auf Louis-Philippe d’Orléans, weil er trotz der Hinrichtung seines Vaters die durch die Revolution ausgelösten Umwälzungen im französischen Staat und seiner Gesellschaft akzeptierte und damit den Vorstellungen des liberalen Bürgertums auf eine konstitutionelle Verfassung am nächsten stand. Außerdem hatte er als junger Mann unter der Trikolore auf Seiten der Revolutionäre gekämpft. Die „Julimonarchie“ (von 1830 bis 1848) scheiterte dann aber letztlich an der Korruption des Regimes und der Eigensucht der herrschenden Bourgeoisie, denn in der Februarrevolution von 1848 wurde der „Bürgerkönig“ wieder vom Thron gestoßen, worauf die Zweite Französische Republik folgte. Seine Nachkommen stellen aber bis heute die Prätendenten auf den Thron für jene Monarchisten, welche eine konstitutionelle Monarchie befürworten („Orléanisten“).
Die vorerst letzte realistische Chance für eine erneute Wiederherstellung der Monarchie – und gleichzeitig für einen Ausgleich zwischen den beiden rivalisierenden bourbonischen Lagern – ergab sich nach dem Deutsch-Französischen Krieg im August 1873, als die Anhänger der beiden monarchistischen Lager die Chance für eine Parlamentsmehrheit sahen, falls sie sich vereinigten. Louis Philippe Albert d’Orléans, comte de Paris, Enkel des „Bürgerkönigs“, besuchte daraufhin den Grafen von Chambord, Enkel Karls X., in dessen Exil und erkannte ihn als Haupt des „Hauses Frankreich“ und alleinigen Thronprätendenten an – wohl wissend, dass er diesem auf dem Thron würde nachfolgen können, da der Graf von Chambord der Letzte aus der Hauptlinie war. Doch scheiterte dieser Plan an der hartnäckigen Weigerung Chambords, die Trikolore als französische Nationalflagge anzuerkennen und im Voraus eine Verfassung mit der Nationalversammlung zu vereinbaren. Henri d’Orléans, duc d’Aumale, der zweitjüngste und beliebteste Sohn des Bürgerkönigs, plante daraufhin, Präsident einer konservativen Republik zu werden; im Februar 1879 wurde er zum Generalinspekteur der Armee ernannt, 1883 aber – wie alle anderen Thronprätendenten – auch aus dieser Stellung entfernt. Als Erbe des letzten Bourbon-Condé besaß er ein ungeheures Vermögen; da seine beiden Söhne jung starben, vermachte er das von ihm selbst wieder aufgebaute Schloss Chantilly inklusive seiner riesigen Kunstsammlung, dem Musée Condé, dem Institut de France. Nachdem der Graf von Chambord 1883 gestorben war und eine Vereinigung der Befürworter einer konstitutionell-parlamentarischen Monarchie, also der Orléanisten, mit einer Mehrheit der Legitimisten in Aussicht stand, setzten die radikalen Republikaner 1886 gegen die Monarchisten ein Gesetz durch, das alle Bourbonen und Bonapartes aus Frankreich verbannte; lediglich der Duc d’Aumale durfte 1889 nach Frankreich zurückkehren.
Am 24. Juni 1950 hob die Nationalversammlung das Exilgesetz von 1886 auf, was dem Haus Orléans die Rückkehr in die französische Heimat ermöglichte. Henri d’Orléans (1908–1999), Graf von Paris, kehrte zurück und suchte die Anhänger der Monarchie hinter sich zu sammeln. Familiäre Festivitäten wurden seither mit großer Aufmerksamkeit von den französischen Medien verfolgt. Bis in die 1960er Jahre hing er der Illusion an, der General Charles de Gaulle, der ihn mit großem Respekt behandelte und für die Aufhebung des Exilgesetzes gesorgt hatte, werde ihn als Nachfolger für das Amt des Staatspräsidenten vorschlagen.
Derzeitiges Familienoberhaupt des Hauses ist sein Enkel Jean d’Orléans.

## Name und Titel
In einer am 13. August 1830 ausgegebenen Ordonnanz erklärte Ludwig Philipp, dass der Name des von ihm begründeten neuen Königshauses fortan „Haus Orléans“ (statt „Bourbon-Orléans“) laute und dass seiner und seiner Nachkommen Familienname fortan „d’Orléans“ sein möge. Damit vollzog er eine nominelle Trennung zu den Bourbonen, da deren damals noch existierende Hauptlinie als Verfechter des ultraroyalen Legitimismus für eine konstitutionelle Verfassung nicht akzeptabel erschien. Dennoch galten die Prinzen von Orléans − wie alle Linien des Hauses Bourbon − weiterhin als Prinzen von Geblüt.
Ludwig Philipps Enkel und vorgesehener Nachfolger, Louis Philippe d’Orléans, prince royal, nahm nach dem Verlust seiner Kronprinzenstellung infolge der Februarrevolution 1848, die den 9-Jährigen samt seinen Großeltern und seiner Mutter ins englische Exil zwang, sowie nach dem Tod seines Großvaters, als Thronprätendent der Orléanisten die frühmittelalterlichen Titel „Graf von Paris, Herzog von Frankreich“ an, welche einst die Robertiner geführt hatten, von denen die Kapetinger und damit die Bourbon-Orléans direkt abstammen. Der jeweilige Chef des Hauses Orléans führt seither traditionsgemäß die Titel „Graf von Paris, Herzog von Frankreich“, und sein hausgesetzmäßiger Nachfolger – seit dem Tod des Grafen von Chambord als letztem Prätendenten der Bourbonen-Hauptlinie 1883 – den Titel Dauphin de France; die gebräuchliche Anrede lautet Monseigneur. Die Agnaten der Familie führen den Namen Prince/Princesse d'Orléans (mit der für alle Familienmitglieder geltenden Anrede Königliche Hoheit), wobei die Kinder des jeweiligen Grafen von Paris (die − wie einst die Kinder der Könige − als enfants de France bezeichnet werden) gesonderte Titel führen: Die Töchter sind Princesse de France (Prinzessin von Frankreich), die Söhne (teilweise auch die männlichen Enkel) erhalten vom Vater (als Chef des „Hauses Frankreich“) gesonderte  Sekundogeniturtitel verliehen, die in der bourbonischen Tradition von jüngeren Königssöhnen geführt wurden (etwa Herzog von Vendôme, Herzog von Orléans, Herzog von Angoulême, Herzog von Aumale, Comte de la Marche, Comte de Clermont). Es handelt sich dabei um privatrechtlich benutzte Erstgeburtstitel nach dem historischen Hausgesetz des vormals regierenden französischen Königshauses der Kapetinger, die von heutigen französischen Gerichten als reine Höflichkeitstitel (titres de courtoisie) bezeichnet, jedoch als solche auch verwendet werden, und ebenso von Politik und Presse.

## Streit um Seniorität und Thronansprüche
Seit der französische Hauptzweig der Bourbonen 1883 mit Henri de Bourbon-Artois, comte de Chambord, ausgestorben ist, beansprucht das Haus Orléans die Führung des kapetingischen „Hauses Frankreich“, und zwar mit Verweis auf ihre Stellung als erste Prinzen von Geblüt und auf den Vertrag von Utrecht aus dem Jahr 1713. In diesem Vertrag hatte der Stammvater des spanischen Bourbonen-Zweigs (Bourbon-Anjou), des „Hauses Spanien“, einen Erbverzicht auf den französischen Thron für sich und seine Nachkommen geleistet, der somit die Orléans begünstigt. Ungeachtet dessen erkennen ultraroyale Anhänger (Legitimisten) seit 1883 allerdings das jeweilige Oberhaupt der spanischen Bourbonen, der im Mannesstamm auch der Senior-Capet ist, als rechtmäßigen Thronprätendenten an, aktuell ist dies Louis Alphonse de Bourbon (näheres dort).
Als Henri d’Orléans seinen spanischen Vetter Louis Alphonse 1988/89 vor französischen Gerichten verklagte, um ihm zu untersagen, das Lilienwappen der Bourbonen ohne den Turnierkragen einer nachgeordneten Linie zu führen, erklärten nacheinander zwei Instanzen, für den dahinter liegenden dynastischen Streit um die Thronfolge bzw. Seniorität nicht zuständig zu sein und dass alle Linien der Bourbonen dieses Wappen führen dürften. Henri d’Orléans zweifelte allerdings unter Hinweis auf zwei historische Seitensprünge auch die dynastische Legitimität der spanischen Bourbonen an.

## Wappen

Das Wappen des Hauses Bourbon-Orléans und Orléans (mit Turnierkragen)
Das Wappen Frankreichs während der Julimonarchie von 1830 bis 1848
Das seit 1883 von den Orléans reklamierte Wappen, in Anspruch auf die Führung des „Hauses Frankreich“

## Die Bourbon-Orléans

### Vom ersten Herzog von Orléans bis König Louis Philippe
| Bild | Name (Lebensdaten)                                                                                            | Verwandtschaft                                                                                         | Anmerkung                         |
| ---- | --- | --- | --------------------------------- |
|      | Philippe I. de Bourbon, duc d’Orléans (* 21. September 1640; † 9. Juni 1701)                                  | Sohn von König Ludwig XIII., Bruder des „Sonnenkönigs“ Ludwig XIV., Gemahl der Liselotte von der Pfalz |                                   |
|      | Philippe II. Charles de Bourbon, duc d’Orléans (* 2. August 1674; † 2. Dezember 1723)                         | Sohn des Vorgängers                                                                                    | Regent von Frankreich (1715–1723) |
|      | Louis I. de Bourbon, duc d’Orléans (* 4. August 1703; † 4. Februar 1752)                                      | Sohn des Vorgängers                                                                                    |                                   |
|      | Louis Philippe I. de Bourbon, duc d’Orléans (* 12. Mai 1725; † 18. November 1785)                             | Sohn des Vorgängers                                                                                    |                                   |
|      | Louis Philippe II. Joseph de Bourbon, duc d’Orléans Philippe Égalité (* 13. April 1747; † 6. November 1793)   | Sohn des Vorgängers                                                                                    |                                   |
|      | Louis-Philippe III. de Bourbon, duc d’Orléans Louis Philippe d’Orléans (* 6. Oktober 1773; † 26. August 1850) | Sohn des Vorgängers                                                                                    | König der Franzosen (1830–1848)   |

## Besitz
Die ersten Generationen der Herzöge von Orléans im Ancien Régime besaßen als Hauptwohnsitze das Palais Royal in Paris sowie das Schloss Saint-Cloud, welches zwischen Paris und Versailles gelegen war. Kurz vor der Französischen Revolution verkauften sie Saint-Cloud an König Ludwig XVI., um den gigantischen Um- und Ausbau des Palais Royal durch Louis-Philippe II. zu finanzieren. Als private Wohnsitze dienten neben dem Palais Royal das Schloss Le Raincy und das Schloss Sainte-Assise in Seine-Port (verkauft 1787). Während der Französischen Revolution wurden alle Besitzungen konfisziert.

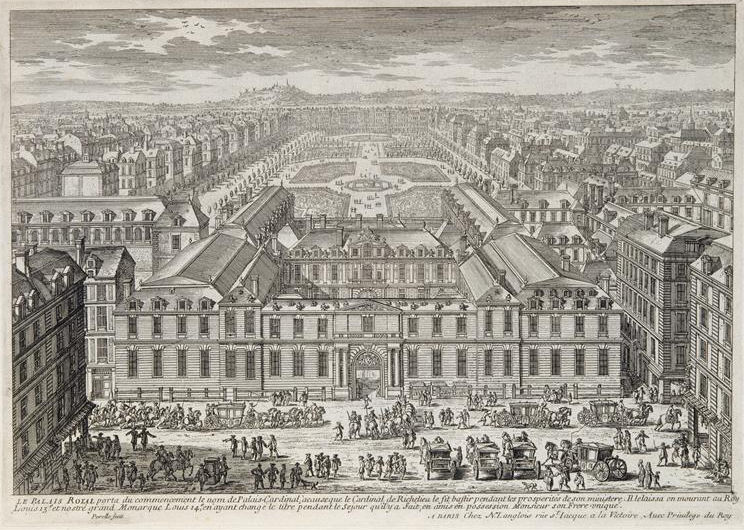
Das Palais Royal in Paris (1679)
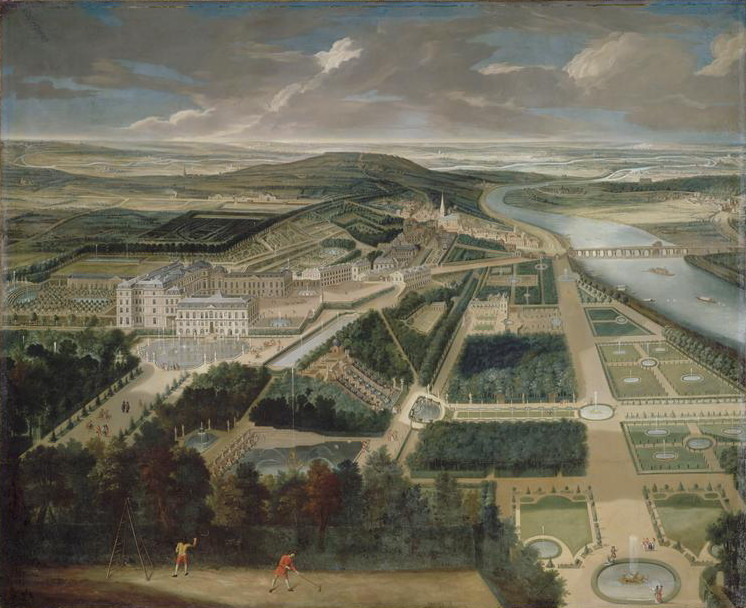
Schloss Saint-Cloud
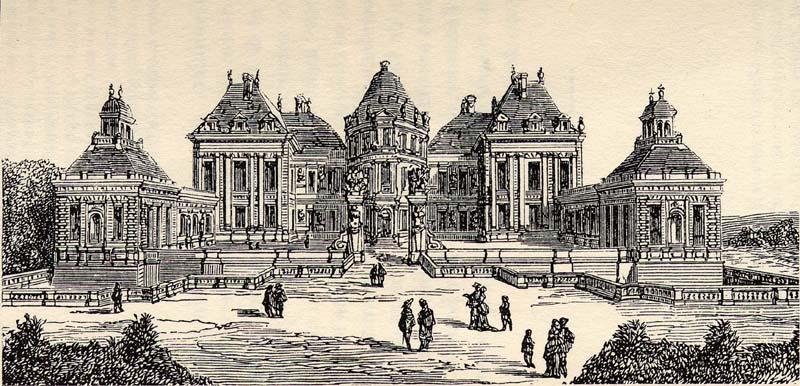
Schloss Le Raincy
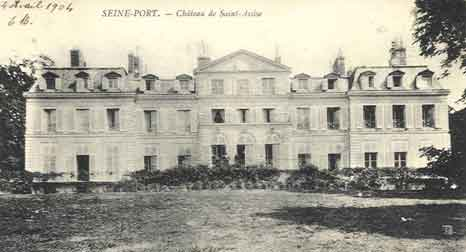
Schloss Sainte-Assise
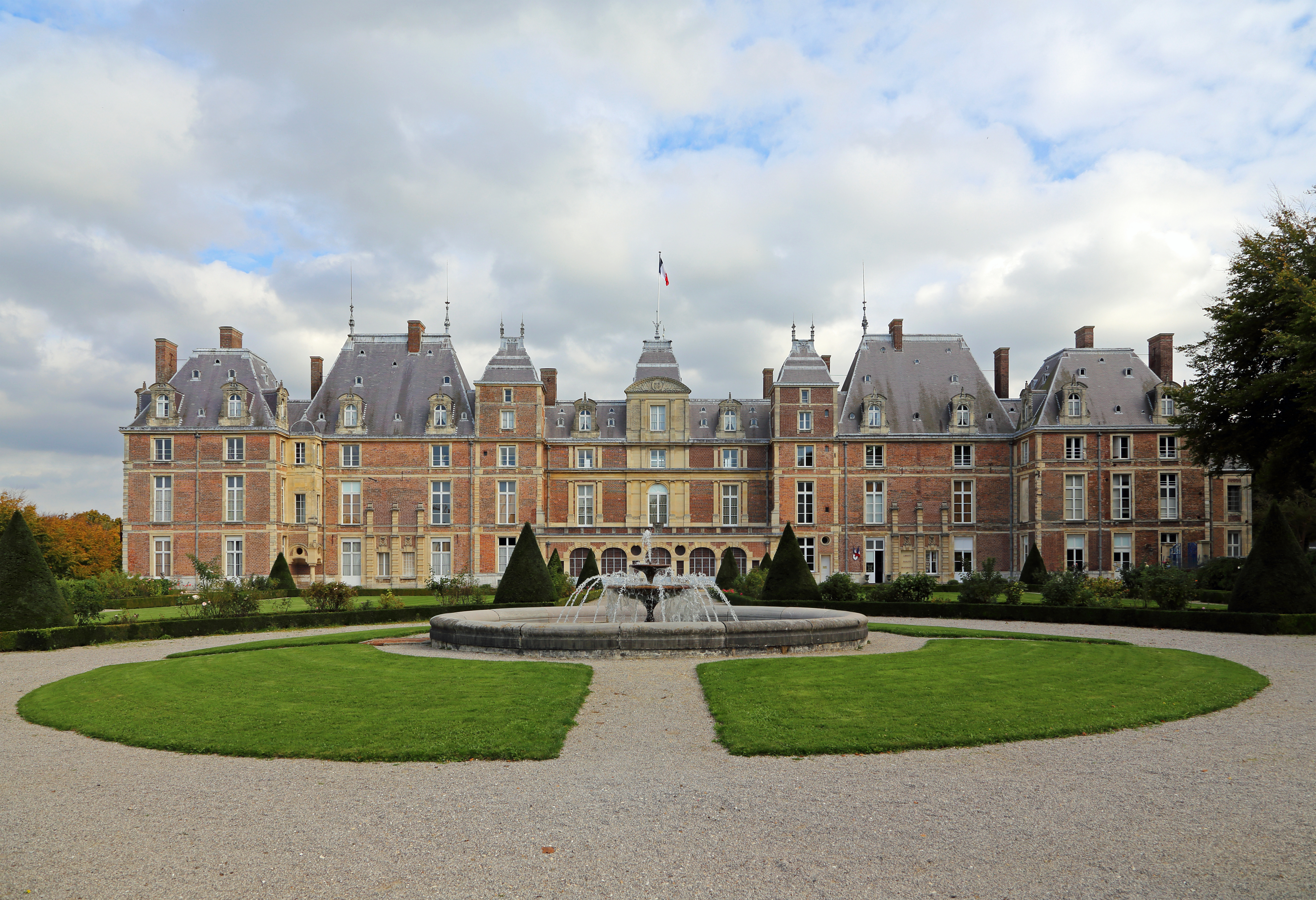
Schloss Eu

König Louis-Philippe wuchs im Exil auf und starb im Exil. Nach der Restauration erstattete ihm Ludwig XVIII. die umfangreichen Besitzungen der Orléans zurück, soweit sie nicht verkauft worden waren. Als Erbe seiner Mutter erhielt er zudem das Schloss Eu, das er als Sommerresidenz nutzte. Während seiner Regierungszeit erwarb er weitere Güter. Durch die Februarrevolution 1848 wurden Teile seines Besitzes wiederum verstaatlicht, darunter das Palais Royal und das Château du Raincy. Andere Besitzungen verblieben ihm, doch infolge vieler Kinder und häufiger Erbteilungen teilte sich sein Nachlass unter verschiedenen Erben und Familienzweigen auf. Der zweitjüngste Sohn des „Bürgerkönigs“, der Herzog von Aumale, vermachte sein von der ausgestorbenen Linie Bourbon-Condé geerbtes Schloss Chantilly mit der Kunstsammlung Musée Condé 1897 dem Institut de France.
Das Haus Orléans war von 1886 bis 1950 durch Gesetz erneut aus Frankreich exiliert, doch betraf dies nur die jeweiligen Thronprätendenten der Orléanisten. Der Privatbesitz wurde hingegen nicht angetastet. Der Enkel von König Louis Philippe, Louis Philippe Albert d’Orléans, comte de Paris, bezog 1864 das York House (Twickenham) im damaligen Londoner Vorort Twickenham, das zwei Direktoren des Bankhauses Coutts & Co für ihn erworben hatten. Sein Sohn, Louis Philippe Robert d’Orléans, duc d’Orléans, bewohnte dieses ebenfalls, verkaufte es aber 1906 und erwarb den Herrensitz Wood Norton Hall bei Evesham, Worcestershire; außerdem kaufte er 1913 das Château de Putdael in Woluwe-Saint-Pierre bei Brüssel, das er in Manoir d'Anjou umbenannte. Beide Exilssitze wurden von seinem Neffen und Erben Jean d’Orléans, duc de Guise, 1938/39 verkauft. Im Besitz der Familie blieb jedoch der Palazzo d'Orléans in Palermo, den König Louis Philippe bereits vor seiner Thronbesteigung als Exilsitz (und Geschenk seines Schwiegervaters König Ferdinand III. von Neapel und Sizilien) bewohnt hatte. Hier feierte Henri d’Orléans 1931 seine Hochzeit mit Isabelle d’Orléans-Bragance. Er verkaufte den 1940 vorübergehend beschlagnahmten Palazzo 1953.

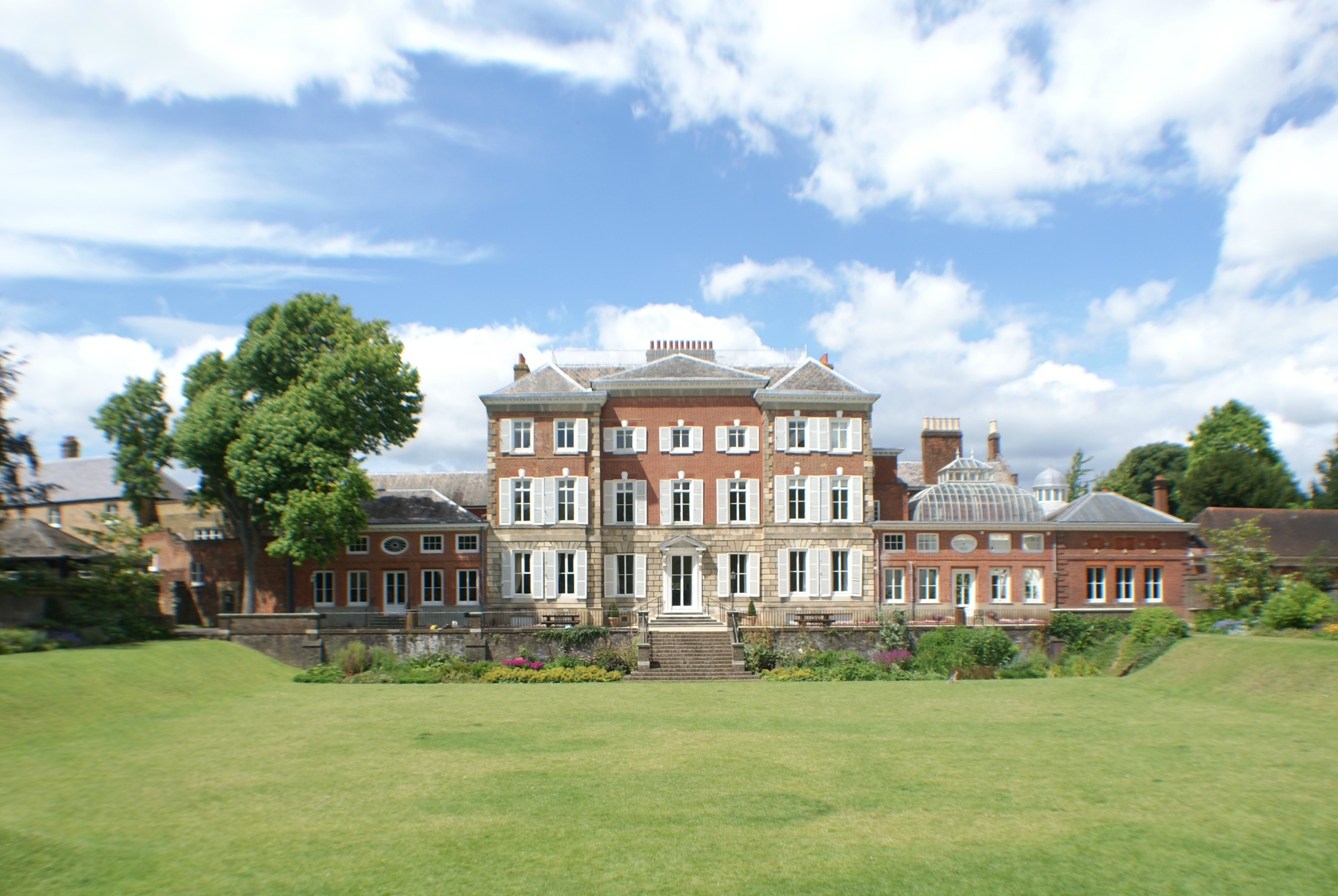
York House, Twickenham
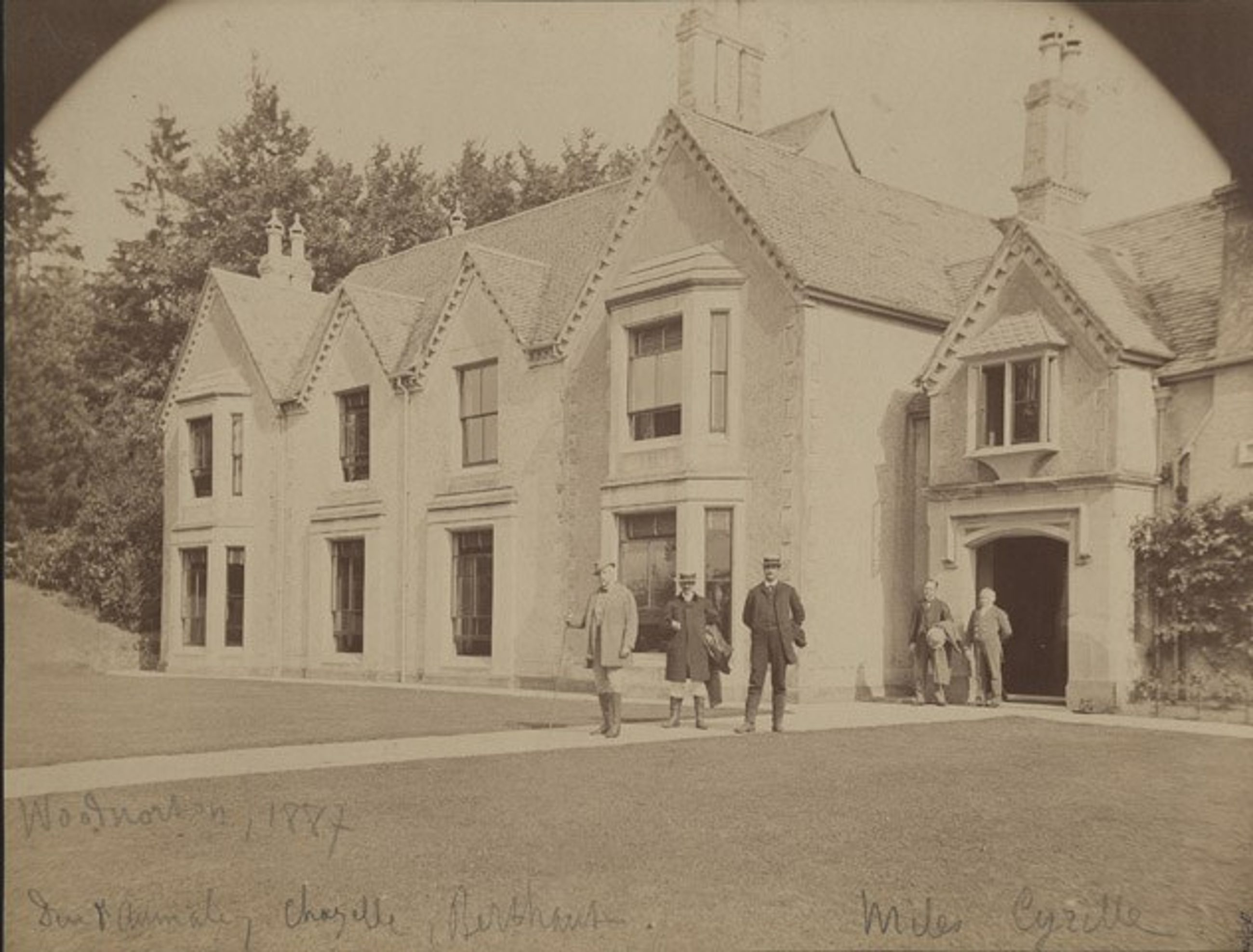
Wood Norton Hall, Worcestershire
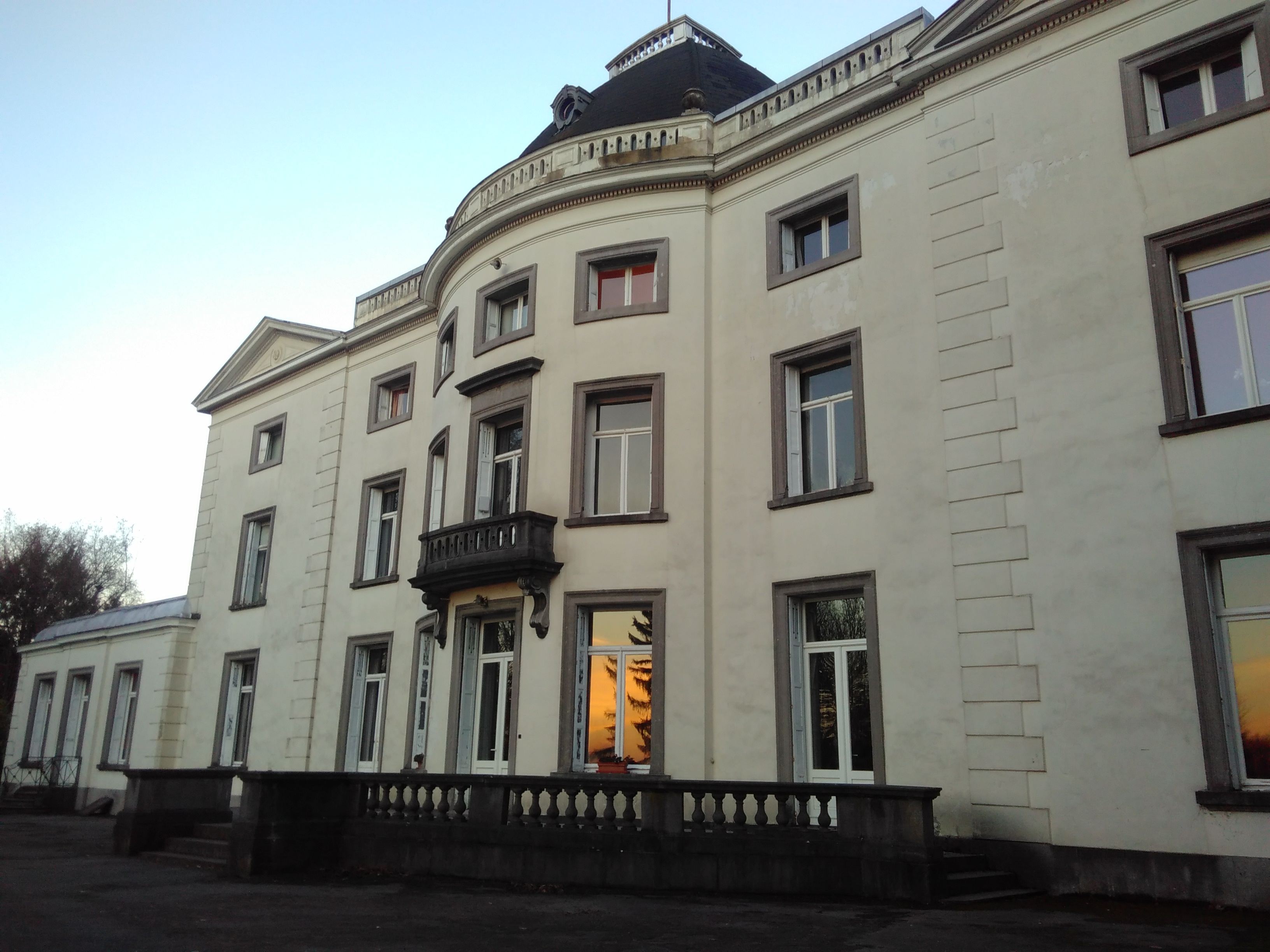
Manoir d'Anjou, Putdael, Belgien
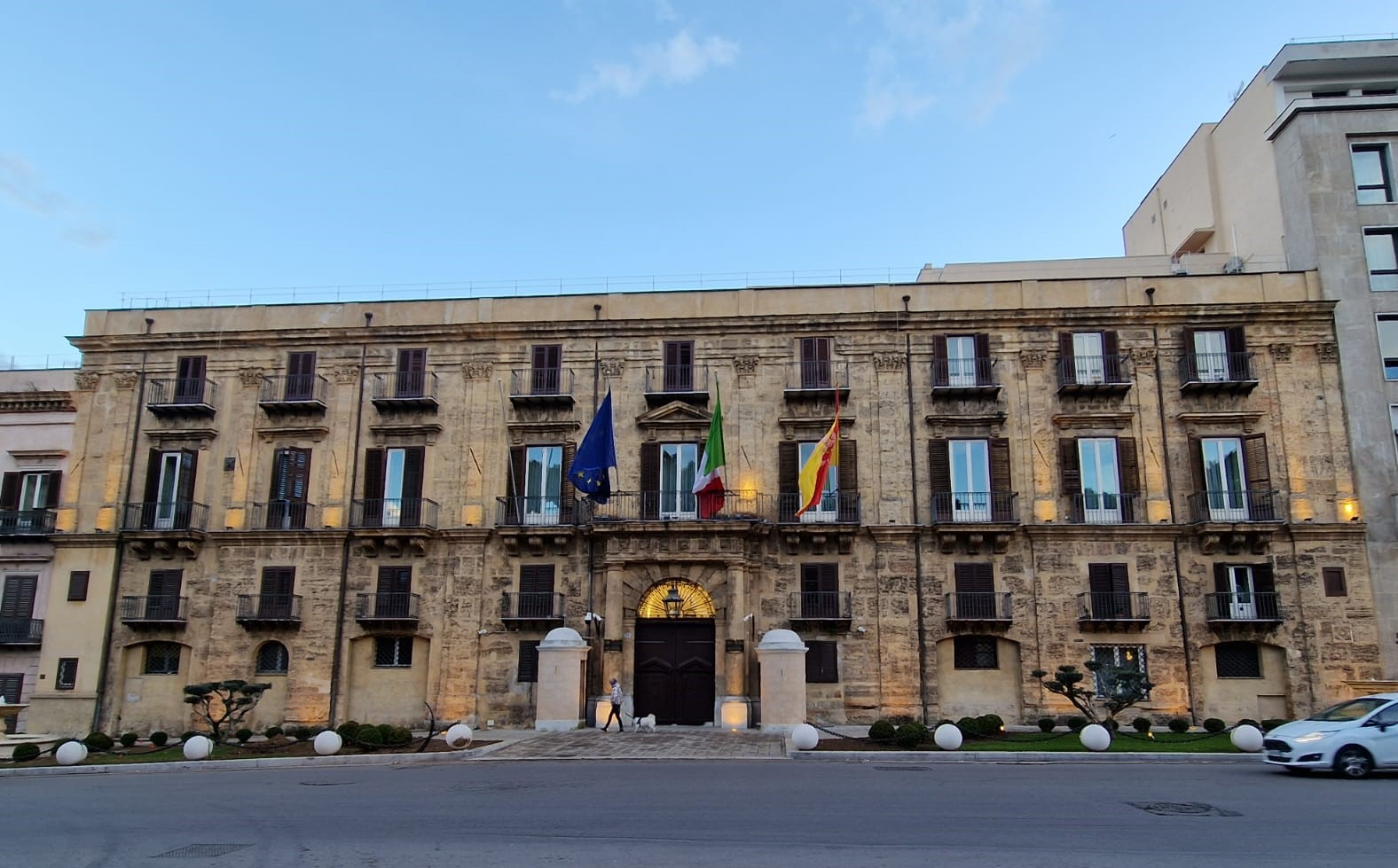
Palazzo d'Orléans, Palermo

Nach Aufhebung des Exilgesetzes 1950 kehrte Henri d’Orléans nach Frankreich zurück und nahm sein Erbe wieder in Besitz, wobei er auch einige zuvor zerstreute Erbanteile wieder auf sich vereinte. Da er elf Kinder hatte und aus seinen Liegenschaften kein hohes Einkommen bezog, gründete er 1974 eine Familienstiftung, die Fondation Saint-Louis, um die wichtigsten Familiengüter zu bündeln und vor erneuter Erbteilung zu bewahren. Dazu gehören das als Familienmuseum genutzte Schloss Amboise, die Stammburg Bourbon-l’Archambault und der Wohnsitz Schloss Dreux mit der Grabkapelle der Orléans. Der jeweilige Graf von Paris ist Ehrenvorsitzender der Stiftung. Amtierender Vorsitzender war von 1999 bis 2008 Jean d’Albert, Herzog von Luynes.

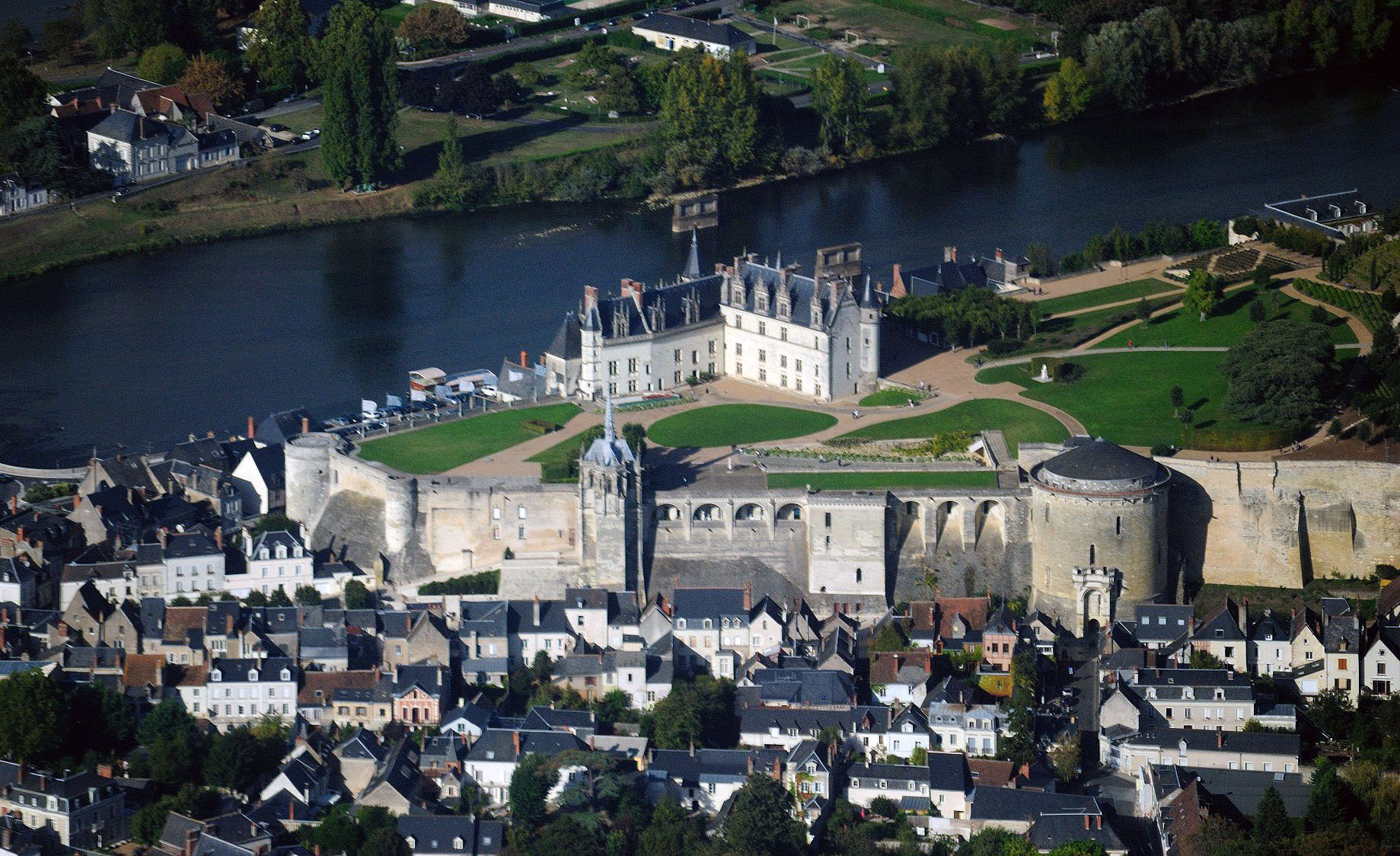
Schloss Amboise
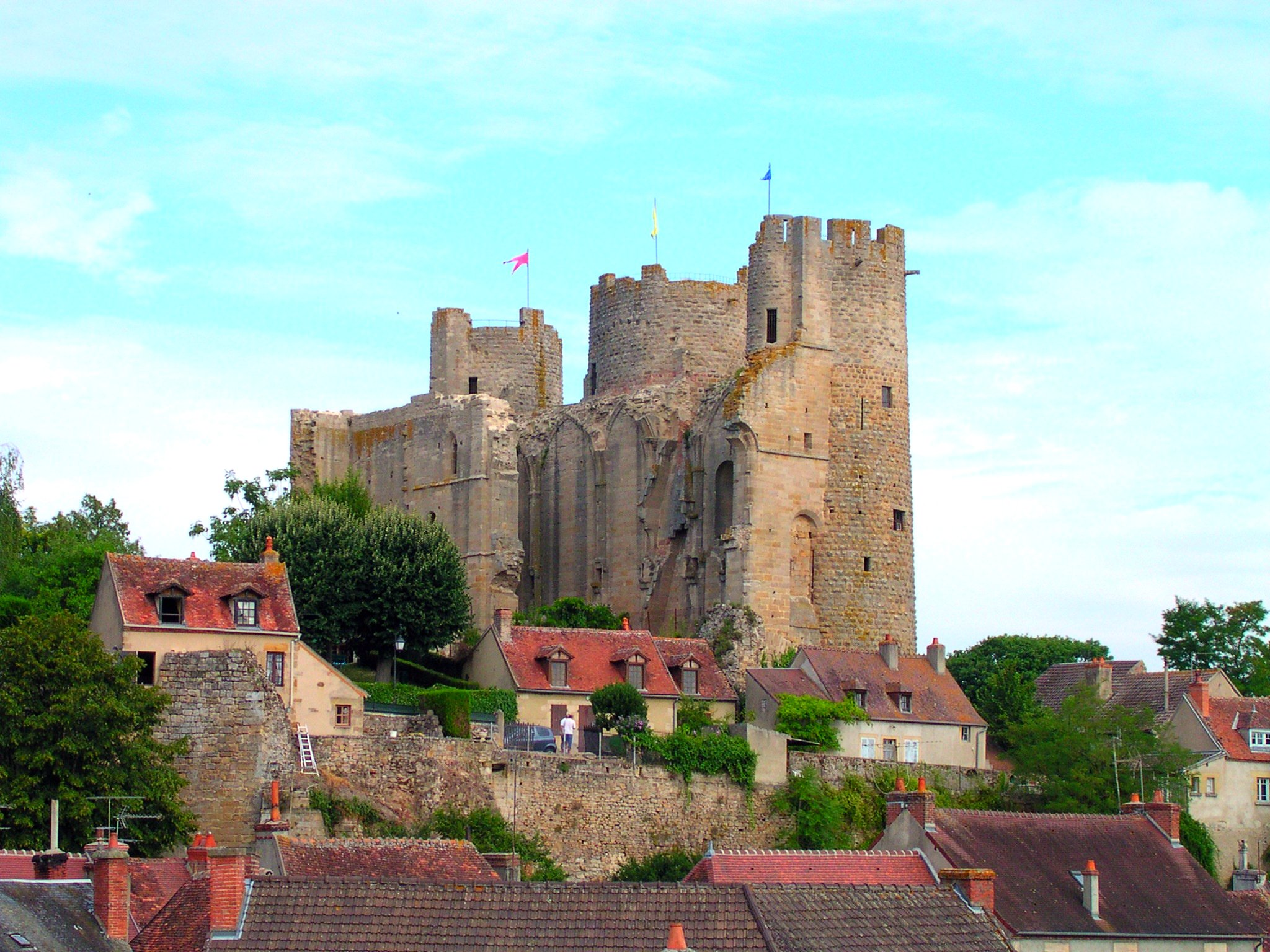
Burg Bourbon-l’Archambault
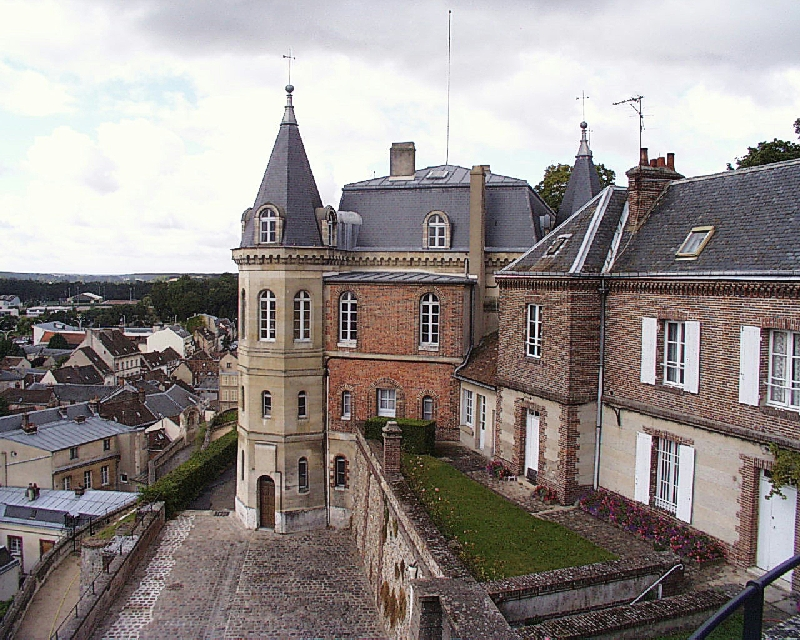
Château de Dreux
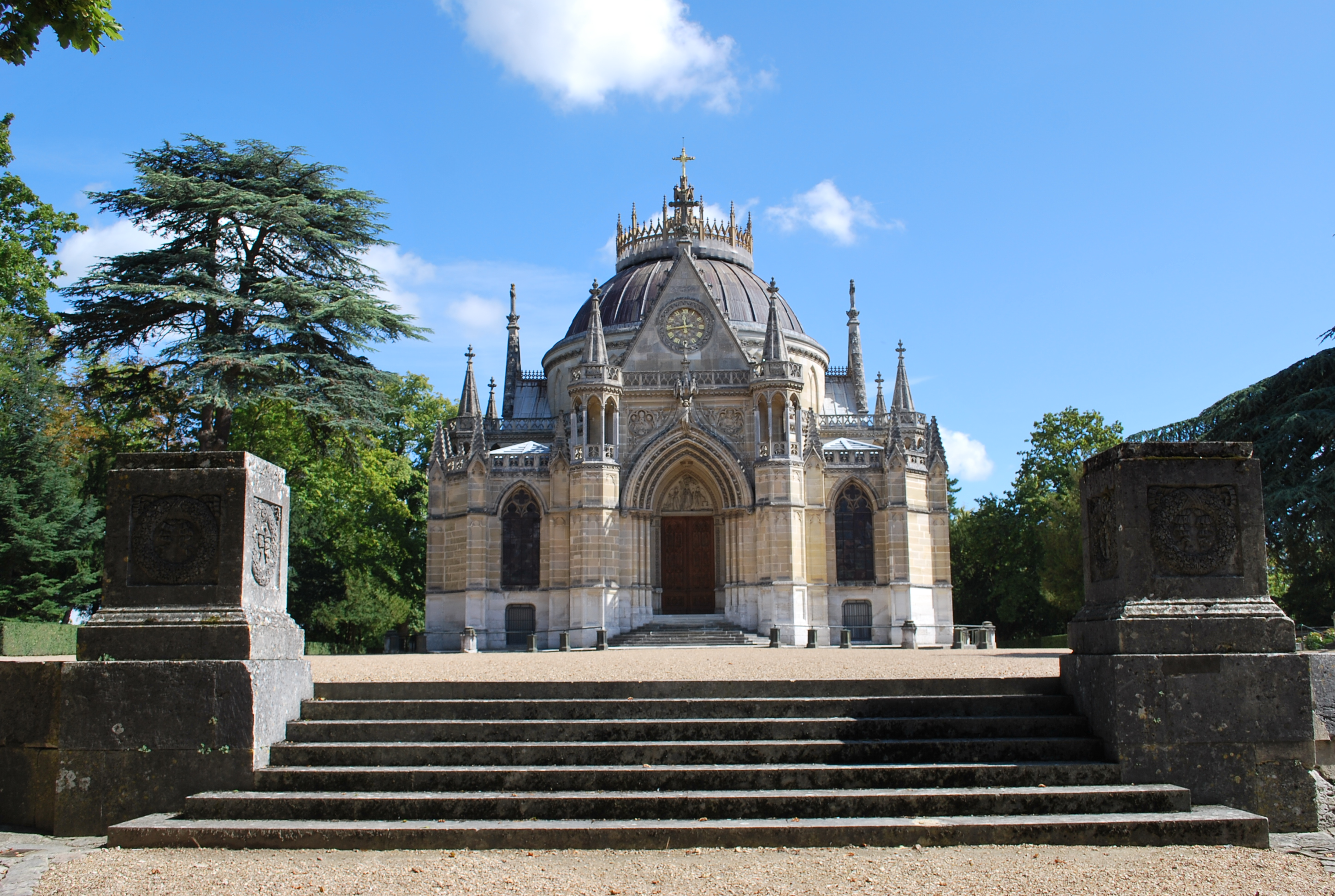
Chapelle Royale Saint-Louis, Dreux

## Stammliste des Hauses Orléans

### Von Louis Philippe, König der Franzosen, bis in die Gegenwart
- Ferdinand Philippe d’Orléans, duc de Chartres (1810–1842), ältester Sohn von Louis Philippe, König der Franzosen
  - Louis Philippe Albert d’Orléans, comte de Paris (1838–1894), Sohn von Ferdinand Philippe
    - Louis Philippe Robert d’Orléans, duc d’Orléans (1869–1926), Sohn von Louis Philippe Albert
    - Jacques Marie Antoine Clément d’Orléans (1880–1881) ††
    - Ferdinand François Philippe Marie Laurent d’Orléans, duc de Montpensier (1884–1924) ††

  - Robert d’Orléans, duc de Chartres (1840–1910), Sohn von Ferdinand Philippe
    - Robert Louis Philippe Ferdinand François Marie d’Orléans (1866–1885)
    - Henri Philippe Marie d’Orléans (1867–1901)
    - Jean Pierre Clément Marie d’Orléans, duc de Guise (1874–1940)

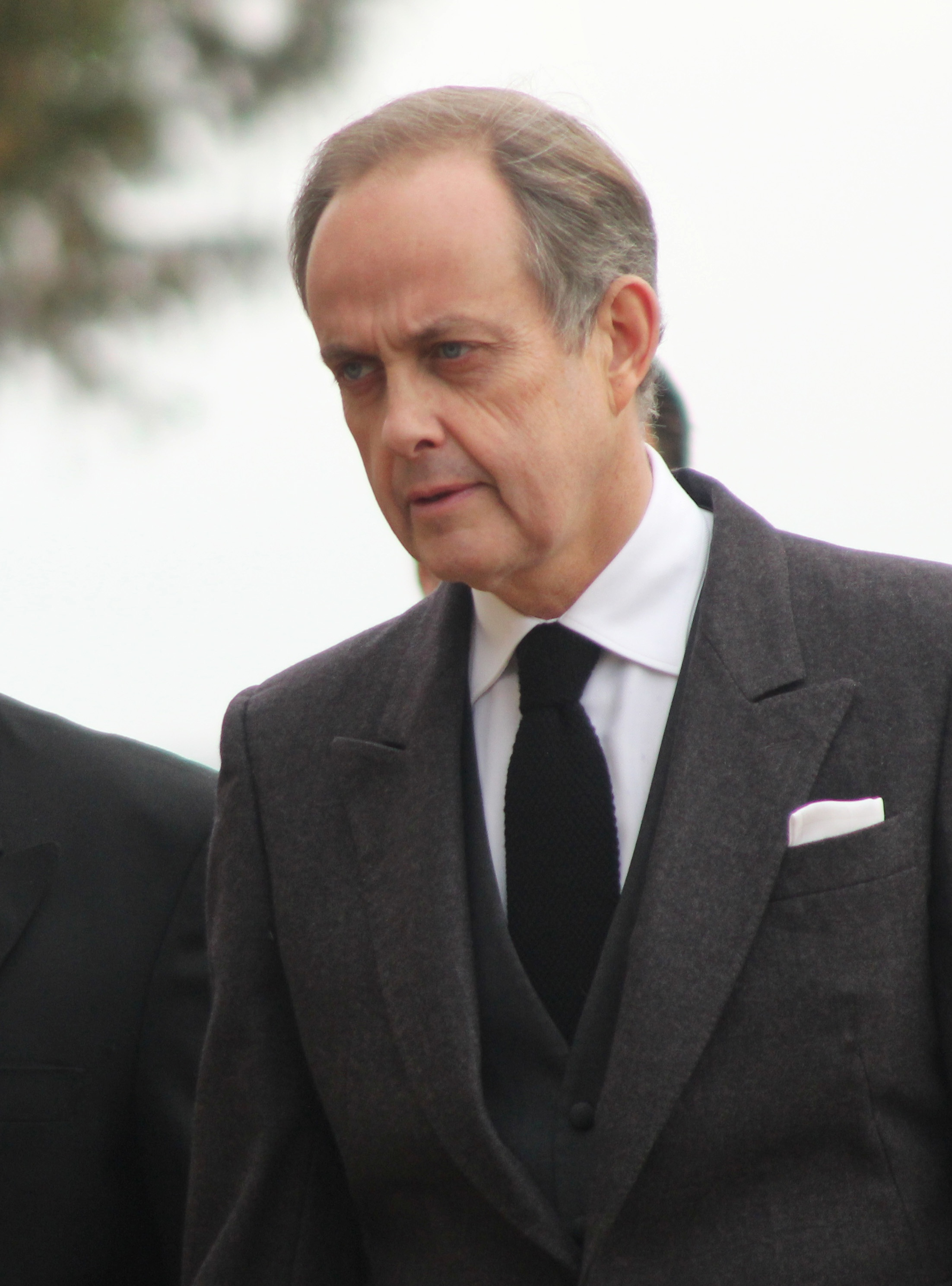
Jean d’Orléans (* 1965), Graf von Paris

      - Jean d’Orléans (* 1965), Graf von ParisHenri Robert Ferdinand Marie Louis Philippe d’Orléans, comte de Paris (1908–1999), Graf von Paris, früherer Chef des Hauses Orléans und Thronprätendent
        - Henri Philippe Pierre Marie d’Orléans (1933–2019), Graf von Paris, früherer Chef des Hauses Orléans
          - François Henri Louis Marie d’Orléans (1961–2017), Graf von Clermont
          - Jean Charles Pierre Marie d’Orléans (* 1965), Graf von Paris, aktueller Chef des Hauses Orléans
            - Gaston (* 2009), Dauphin
            - Joseph (* 2016)

          - Eudes Thibaut Joseph Marie d’Orléans (* 1968), Herzog von Angoulême
            - Pierre (* 2003)

        - François Gaston Michel Marie d’Orléans (1935–1960 X)
        - Michel Joseph Benoît Marie d’Orléans (* 1941), Graf von Évreux
          - Charles Philippe (* 1973), Herzog von Anjou
          - François (* 1982), Graf von Dreux
            - Philippe (* 2017)

        - Jacques Jean Jroslav Marie d’Orléans (* 1941), Herzog von Orléans, Zwillingsbruder des Vorgenannten
          - Charles Louis (* 1972), Herzog von Chartres
            - Philippe (* 1998)
            - Constantin (* 2003)

        - Thibaut d’Orléans (1948–1983), Graf de la Marche
          - Robert (* 1976), Graf de la Marche
- Louis d’Orléans, duc de Nemours (1814–1896), 2. Sohn von Louis Philippe, König der Franzosen
  - Gaston d’Orléans, comte d’Eu (1842–1922), Nachkommen bis heute als Haus Orléans-Braganza (siehe dort)
    - Pedro de Alcántara d’Orléans (1875–1940)
    - Luíz d’Orléans (1878–1920)
    - António Gastão d’Orléans (1881–1918)

  - Ferdinand d’Orléans, duc d’Alençon (1844–1910)
    - Philippe Emanuel d’Orléans, duc de Vendôme (1872–1931)
- François d’Orléans, prince de Joinville (1818–1900), 3. Sohn von Louis Philippe, König der Franzosen
  - Pierre d’Orléans, duc de Penthièvre (1845–1919)
- Charles d’Orléans, duc de Penthièvre (1820–1828), 4. Sohn von Louis Philippe, König der Franzosen, starb im Alter von 8 Jahren ††
- Henri d’Orléans, duc d’Aumale (1822–1897), 5. Sohn von Louis Philippe, König der Franzosen
  - Louis Philippe Marie Léopold d’Orléans, prince de Condé (1845–1866)
  - François Louis Marie Philippe d’Orléns, duc de Guise (1854–1872)
- Antoine d’Orléans, duc de Montpensier (1824–1890), 6. und letzter Sohn von Louis Philippe, König der Franzosen, Nachkommen bis heute als Haus Orléans-Bourbon

## Auszug aus der Stammtafel des Hauses Orléans
|                                             |                                             |                                             |                                             |                                             |                                             |                                          |                                          |                                                                   |                                                 |                                                 |                                                 |                                                 |                                                 |  |  | Philippe I. de Bourbon, duc d’Orléans (1640–1701)               |                                   |                                   |                                   |                                   |                                   |  |  |                                   |                                   |                                   |                                   |                                   |                                   |  |  |  |  |  |  |  |  |  |  |  |  |  |  |  |  |  |  |  |  |  |  |  |  |
|                                             |                                             |                                             |                                             |                                             |                                             |                                          |                                          |                                                                   |                                                 |                                                 |                                                 |                                                 |                                                 |  |  |                                                                 |                                   |                                   |                                   |                                   |                                   |  |  |                                   |                                   |                                   |                                   |                                   |                                   |  |  |  |  |  |  |  |  |  |  |  |  |  |  |  |  |  |  |  |  |  |  |  |  |
|                                             |                                             |                                             |                                             |                                             |                                             |                                          |                                          |                                                                   |                                                 |                                                 |                                                 |                                                 |                                                 |  |  | Philippe II. de Bourbon, duc d’Orléans (1674–1723)              |                                   |                                   |                                   |                                   |                                   |  |  |                                   |                                   |                                   |                                   |                                   |                                   |  |  |  |  |  |  |  |  |  |  |  |  |  |  |  |  |  |  |  |  |  |  |  |  |
|                                             |                                             |                                             |                                             |                                             |                                             |                                          |                                          |                                                                   |                                                 |                                                 |                                                 |                                                 |                                                 |  |  |                                                                 |                                   |                                   |                                   |                                   |                                   |  |  |                                   |                                   |                                   |                                   |                                   |                                   |  |  |  |  |  |  |  |  |  |  |  |  |  |  |  |  |  |  |  |  |  |  |  |  |
|                                             |                                             |                                             |                                             |                                             |                                             |                                          |                                          |                                                                   |                                                 |                                                 |                                                 |                                                 |                                                 |  |  | Louis I. de Bourbon, duc d’Orléans (1703–1752)                  |                                   |                                   |                                   |                                   |                                   |  |  |                                   |                                   |                                   |                                   |                                   |                                   |  |  |  |  |  |  |  |  |  |  |  |  |  |  |  |  |  |  |  |  |  |  |  |  |
|                                             |                                             |                                             |                                             |                                             |                                             |                                          |                                          |                                                                   |                                                 |                                                 |                                                 |                                                 |                                                 |  |  |                                                                 |                                   |                                   |                                   |                                   |                                   |  |  |                                   |                                   |                                   |                                   |                                   |                                   |  |  |  |  |  |  |  |  |  |  |  |  |  |  |  |  |  |  |  |  |  |  |  |  |
|                                             |                                             |                                             |                                             |                                             |                                             |                                          |                                          |                                                                   |                                                 |                                                 |                                                 |                                                 |                                                 |  |  | Louis Philippe I. de Bourbon, duc d’Orléans (1725–1785)         |                                   |                                   |                                   |                                   |                                   |  |  |                                   |                                   |                                   |                                   |                                   |                                   |  |  |  |  |  |  |  |  |  |  |  |  |  |  |  |  |  |  |  |  |  |  |  |  |
|                                             |                                             |                                             |                                             |                                             |                                             |                                          |                                          |                                                                   |                                                 |                                                 |                                                 |                                                 |                                                 |  |  |                                                                 |                                   |                                   |                                   |                                   |                                   |  |  |                                   |                                   |                                   |                                   |                                   |                                   |  |  |  |  |  |  |  |  |  |  |  |  |  |  |  |  |  |  |  |  |  |  |  |  |
|                                             |                                             |                                             |                                             |                                             |                                             |                                          |                                          |                                                                   |                                                 |                                                 |                                                 |                                                 |                                                 |  |  | Louis Philippe II. Joseph de Bourbon, duc d’Orléans (1747–1793) |                                   |                                   |                                   |                                   |                                   |  |  |                                   |                                   |                                   |                                   |                                   |                                   |  |  |  |  |  |  |  |  |  |  |  |  |  |  |  |  |  |  |  |  |  |  |  |  |
|                                             |                                             |                                             |                                             |                                             |                                             |                                          |                                          |                                                                   |                                                 |                                                 |                                                 |                                                 |                                                 |  |  |                                                                 |                                   |                                   |                                   |                                   |                                   |  |  |                                   |                                   |                                   |                                   |                                   |                                   |  |  |  |  |  |  |  |  |  |  |  |  |  |  |  |  |  |  |  |  |  |  |  |  |
|                                             |                                             |                                             |                                             |                                             |                                             |                                          |                                          |                                                                   |                                                 |                                                 |                                                 |                                                 |                                                 |  |  | Ludwig Philipp, König der Franzosen (1773–1850)                 |                                   |                                   |                                   |                                   |                                   |  |  |                                   |                                   |                                   |                                   |                                   |                                   |  |  |  |  |  |  |  |  |  |  |  |  |  |  |  |  |  |  |  |  |  |  |  |  |
|                                             |                                             |                                             |                                             |                                             |                                             |                                          |                                          |                                                                   |                                                 |                                                 |                                                 |                                                 |                                                 |  |  |                                                                 |                                   |                                   |                                   |                                   |                                   |  |  |                                   |                                   |                                   |                                   |                                   |                                   |  |  |  |  |  |  |  |  |  |  |  |  |  |  |  |  |  |  |  |  |  |  |  |  |
|                                             |                                             |                                             |                                             |                                             |                                             |                                          |                                          |                                                                   |                                                 |                                                 |                                                 |                                                 |                                                 |  |  |                                                                 |                                   |                                   |                                   |                                   |                                   |  |  |                                   |                                   |                                   |                                   |                                   |                                   |  |  |  |  |  |  |  |  |  |  |  |  |  |  |  |  |  |  |  |  |  |  |  |  |
|                                             |                                             |                                             |                                             | Ferdinand Philippe d’Orléans (1810–1842)    | Ferdinand Philippe d’Orléans (1810–1842)    | Ferdinand Philippe d’Orléans (1810–1842) | Ferdinand Philippe d’Orléans (1810–1842) | Ferdinand Philippe d’Orléans (1810–1842)                          | Ferdinand Philippe d’Orléans (1810–1842)        |                                                 |                                                 |                                                 |                                                 |  |  | Louis d’Orléans (1814–1896)                                     | Louis d’Orléans (1814–1896)       | Louis d’Orléans (1814–1896)       | Louis d’Orléans (1814–1896)       | Louis d’Orléans (1814–1896)       | Louis d’Orléans (1814–1896)       |  |  | Antoine d’Orléans (1824–1890)     | Antoine d’Orléans (1824–1890)     | Antoine d’Orléans (1824–1890)     | Antoine d’Orléans (1824–1890)     | Antoine d’Orléans (1824–1890)     | Antoine d’Orléans (1824–1890)     |  |  |  |  |  |  |  |  |  |  |  |  |  |  |  |  |  |  |  |  |  |  |  |  |
|                                             |                                             |                                             |                                             | Ferdinand Philippe d’Orléans (1810–1842)    | Ferdinand Philippe d’Orléans (1810–1842)    | Ferdinand Philippe d’Orléans (1810–1842) | Ferdinand Philippe d’Orléans (1810–1842) | Ferdinand Philippe d’Orléans (1810–1842)                          | Ferdinand Philippe d’Orléans (1810–1842)        |                                                 |                                                 |                                                 |                                                 |  |  | Louis d’Orléans (1814–1896)                                     | Louis d’Orléans (1814–1896)       | Louis d’Orléans (1814–1896)       | Louis d’Orléans (1814–1896)       | Louis d’Orléans (1814–1896)       | Louis d’Orléans (1814–1896)       |  |  | Antoine d’Orléans (1824–1890)     | Antoine d’Orléans (1824–1890)     | Antoine d’Orléans (1824–1890)     | Antoine d’Orléans (1824–1890)     | Antoine d’Orléans (1824–1890)     | Antoine d’Orléans (1824–1890)     |  |  |  |  |  |  |  |  |  |  |  |  |  |  |  |  |  |  |  |  |  |  |  |  |
|                                             |                                             |                                             |                                             |                                             |                                             |                                          |                                          |                                                                   |                                                 |                                                 |                                                 |                                                 |                                                 |  |  |                                                                 |                                   |                                   |                                   |                                   |                                   |  |  |                                   |                                   |                                   |                                   |                                   |                                   |  |  |  |  |  |  |  |  |  |  |  |  |  |  |  |  |  |  |  |  |  |  |  |  |
|                                             |                                             |                                             |                                             |                                             |                                             |                                          |                                          |                                                                   |                                                 |                                                 |                                                 |                                                 |                                                 |  |  |                                                                 |                                   |                                   |                                   |                                   |                                   |  |  |                                   |                                   |                                   |                                   |                                   |                                   |  |  |  |  |  |  |  |  |  |  |  |  |  |  |  |  |  |  |  |  |  |  |  |  |
| Louis Philippe Albert d’Orléans (1838–1894) | Louis Philippe Albert d’Orléans (1838–1894) | Louis Philippe Albert d’Orléans (1838–1894) | Louis Philippe Albert d’Orléans (1838–1894) | Louis Philippe Albert d’Orléans (1838–1894) | Louis Philippe Albert d’Orléans (1838–1894) |                                          |                                          | Robert d’Orléans (1840–1910)                                      | Robert d’Orléans (1840–1910)                    | Robert d’Orléans (1840–1910)                    | Robert d’Orléans (1840–1910)                    | Robert d’Orléans (1840–1910)                    | Robert d’Orléans (1840–1910)                    |  |  | Gaston d’Orléans (1842–1922)                                    | Gaston d’Orléans (1842–1922)      | Gaston d’Orléans (1842–1922)      | Gaston d’Orléans (1842–1922)      | Gaston d’Orléans (1842–1922)      | Gaston d’Orléans (1842–1922)      |  |  | Haus Orléans-Galliera (bis heute) | Haus Orléans-Galliera (bis heute) | Haus Orléans-Galliera (bis heute) | Haus Orléans-Galliera (bis heute) | Haus Orléans-Galliera (bis heute) | Haus Orléans-Galliera (bis heute) |  |  |  |  |  |  |  |  |  |  |  |  |  |  |  |  |  |  |  |  |  |  |  |  |
| Louis Philippe Albert d’Orléans (1838–1894) | Louis Philippe Albert d’Orléans (1838–1894) | Louis Philippe Albert d’Orléans (1838–1894) | Louis Philippe Albert d’Orléans (1838–1894) | Louis Philippe Albert d’Orléans (1838–1894) | Louis Philippe Albert d’Orléans (1838–1894) |                                          |                                          | Robert d’Orléans (1840–1910)                                      | Robert d’Orléans (1840–1910)                    | Robert d’Orléans (1840–1910)                    | Robert d’Orléans (1840–1910)                    | Robert d’Orléans (1840–1910)                    | Robert d’Orléans (1840–1910)                    |  |  | Gaston d’Orléans (1842–1922)                                    | Gaston d’Orléans (1842–1922)      | Gaston d’Orléans (1842–1922)      | Gaston d’Orléans (1842–1922)      | Gaston d’Orléans (1842–1922)      | Gaston d’Orléans (1842–1922)      |  |  | Haus Orléans-Galliera (bis heute) | Haus Orléans-Galliera (bis heute) | Haus Orléans-Galliera (bis heute) | Haus Orléans-Galliera (bis heute) | Haus Orléans-Galliera (bis heute) | Haus Orléans-Galliera (bis heute) |  |  |  |  |  |  |  |  |  |  |  |  |  |  |  |  |  |  |  |  |  |  |  |  |
| Louis Philippe Robert d’Orléans (1869–1926) | Louis Philippe Robert d’Orléans (1869–1926) | Louis Philippe Robert d’Orléans (1869–1926) | Louis Philippe Robert d’Orléans (1869–1926) | Louis Philippe Robert d’Orléans (1869–1926) | Louis Philippe Robert d’Orléans (1869–1926) |                                          |                                          | Jean Pierre Clément Marie d’Orléans (1874–1940)                   | Jean Pierre Clément Marie d’Orléans (1874–1940) | Jean Pierre Clément Marie d’Orléans (1874–1940) | Jean Pierre Clément Marie d’Orléans (1874–1940) | Jean Pierre Clément Marie d’Orléans (1874–1940) | Jean Pierre Clément Marie d’Orléans (1874–1940) |  |  | Haus Orléans-Braganza (bis heute)                               | Haus Orléans-Braganza (bis heute) | Haus Orléans-Braganza (bis heute) | Haus Orléans-Braganza (bis heute) | Haus Orléans-Braganza (bis heute) | Haus Orléans-Braganza (bis heute) |  |  |                                   |                                   |                                   |                                   |                                   |                                   |  |  |  |  |  |  |  |  |  |  |  |  |  |  |  |  |  |  |  |  |  |  |  |  |
| Louis Philippe Robert d’Orléans (1869–1926) | Louis Philippe Robert d’Orléans (1869–1926) | Louis Philippe Robert d’Orléans (1869–1926) | Louis Philippe Robert d’Orléans (1869–1926) | Louis Philippe Robert d’Orléans (1869–1926) | Louis Philippe Robert d’Orléans (1869–1926) |                                          |                                          | Jean Pierre Clément Marie d’Orléans (1874–1940)                   | Jean Pierre Clément Marie d’Orléans (1874–1940) | Jean Pierre Clément Marie d’Orléans (1874–1940) | Jean Pierre Clément Marie d’Orléans (1874–1940) | Jean Pierre Clément Marie d’Orléans (1874–1940) | Jean Pierre Clément Marie d’Orléans (1874–1940) |  |  | Haus Orléans-Braganza (bis heute)                               | Haus Orléans-Braganza (bis heute) | Haus Orléans-Braganza (bis heute) | Haus Orléans-Braganza (bis heute) | Haus Orléans-Braganza (bis heute) | Haus Orléans-Braganza (bis heute) |  |  |                                   |                                   |                                   |                                   |                                   |                                   |  |  |  |  |  |  |  |  |  |  |  |  |  |  |  |  |  |  |  |  |  |  |  |  |
|                                             |                                             |                                             |                                             |                                             |                                             |                                          |                                          | Henri Robert Ferdinand Marie Louis Philippe d’Orléans (1908–1999) |                                                 |                                                 |                                                 |                                                 |                                                 |  |  |                                                                 |                                   |                                   |                                   |                                   |                                   |  |  |                                   |                                   |                                   |                                   |                                   |                                   |  |  |  |  |  |  |  |  |  |  |  |  |  |  |  |  |  |  |  |  |  |  |  |  |
|                                             |                                             |                                             |                                             |                                             |                                             |                                          |                                          |                                                                   |                                                 |                                                 |                                                 |                                                 |                                                 |  |  |                                                                 |                                   |                                   |                                   |                                   |                                   |  |  |                                   |                                   |                                   |                                   |                                   |                                   |  |  |  |  |  |  |  |  |  |  |  |  |  |  |  |  |  |  |  |  |  |  |  |  |
|                                             |                                             |                                             |                                             |                                             |                                             |                                          |                                          | Henri Philippe Pierre Marie d’Orléans (1933–2019)                 |                                                 |                                                 |                                                 |                                                 |                                                 |  |  |                                                                 |                                   |                                   |                                   |                                   |                                   |  |  |                                   |                                   |                                   |                                   |                                   |                                   |  |  |  |  |  |  |  |  |  |  |  |  |  |  |  |  |  |  |  |  |  |  |  |  |
|                                             |                                             |                                             |                                             |                                             |                                             |                                          |                                          |                                                                   |                                                 |                                                 |                                                 |                                                 |                                                 |  |  |                                                                 |                                   |                                   |                                   |                                   |                                   |  |  |                                   |                                   |                                   |                                   |                                   |                                   |  |  |  |  |  |  |  |  |  |  |  |  |  |  |  |  |  |  |  |  |  |  |  |  |
|                                             |                                             |                                             |                                             |                                             |                                             |                                          |                                          | Jean Charles Pierre Marie d’Orléans (1965)                        |                                                 |                                                 |                                                 |                                                 |                                                 |  |  |                                                                 |                                   |                                   |                                   |                                   |                                   |  |  |                                   |                                   |                                   |                                   |                                   |                                   |  |  |  |  |  |  |  |  |  |  |  |  |  |  |  |  |  |  |  |  |  |  |  |  |

## Brasilien
Die heutigen Prätendenten auf den brasilianischen Kaiserthron werden vom Haus Orléans-Braganza gestellt, einem Seitenzweig des Hauses Orléans. Diese Familie stammt von Gaston d’Orléans ab, der ein Enkelsohn von König Ludwig Philipp war.